# Marquesado de Torremilanos
El marquesado de Torremilanos es un título nobiliario español creado por la reina María Cristina de Habsburgo y Lorena y concedido, en nombre de Alfonso XIII, a favor de María Luisa Ulloa Dávila y Ponce de León mediante real decreto del 10 de junio de 1901 y despacho expedido el día 25 del mismo mes y año, para hacer memoria de un antiguo señorío de su casa.
Su denominación hace referencia a la antigua localidad de Torremilano, que en 1839 se unió con Torrefranca, dando lugar a la actual Dos Torres, en la provincia de Córdoba, y que fue señorío de los Dávila.

## Marqueses de Torremilanos
|                           | Titular                                    | Periodo                   |
| Creación por Alfonso XIII | Creación por Alfonso XIII                  | Creación por Alfonso XIII |
| ------------------------- | ------------------------------------------ | ------------------------- |
| I                         | María Luisa Ulloa Dávila y Ponce de León   | 1901-1928                 |
| II                        | Enrique Eizmendi y Ulloa                   | 1928-1937                 |
| III                       | Enrique Eizmendi y Almunia                 | 1951-1989                 |
| IV                        | María de las Mercedes de Eizmendi y Torner | 1989-hoy                  |

## Historia de los marqueses de Torremilanos
- María Luisa Ulloa Dávila y Ponce de León (Granada, 19 de junio de 1858-4 de junio de 1928),[2] I marquesa de Torremilanos,[1] hija de Juan José de Ulloa y Valera y de Francisca de Asís Dávila Ponce de León.[2]

Casó, en Madrid en la iglesia de San Sebastián, el 14 de julio de 1880, con Enrique Eizmendi y Sagarmínaga (Pamplona, 20 de mayo de 1845-Madrid, mayo de 1910), caballero de la Orden de Calatrava, coronel de infantería, placa de la Orden de San Hermenegildo y comendador de la Orden de Isabel la Católica. El 2 de julio de 1928 le sucedió su hijo:
- Enrique Eizmendi y Ulloa (Madrid, 8 de marzo de 1896-Madrid, 10 de octubre de 1937), II marqués de Torremilanos,[4] caballero de la Orden de Calatrava.[1]

Casó con María de la Piedad de Almunia y Roca de Togores, quien heredó de sus padres, Eduardo Almunia y Piedad Roca de Togores y Roca de Togores, IV marquesa de Rubalcava, el palacio de Rubalcava. El 4 de junio de 1950 le sucedió su hijo:
- Enrique Eizmendi y Almunia, III marqués de Torremilanos.[6][1]

Casó con Mercedes Torner y Pujals. El 12 de mayo de 1989, previa orden del 20 de marzo del mismo año para que se expida la correspondiente carta de sucesión (BOE del 26 de abril), le sucedió su hija:
- María de las Mercedes de Eizmendi y Torner, IV marquesa de Torremilanos, licenciada en Farmacia.[7]

Casó con el diplomático Gonzalo Ozores y Salaverría.